# ФК Евиан Тонон Гаяр
Футболен Клуб Евиан Тонон Гаяр (на френски: Évian Thonon Gaillard Football Club, (френско произношение: [evjɑ̃ tɔnɔ̃ ɡajaʁ]) или просто Евиан е френски футболен клуб от град Тонон, намиращ се в близост до швейцарската граница и град Женева. Състезава се във Лига 1, първа дивизия на френския футбол, след като през сезон 2010 – 11 печели промоция като шампион на Лига 2.

## История
Евиан е създаден през 2007 г. след сливането на съществуващите от периода 1924 – 2003 г. клубове „FC Gaillard“, „FC Ville-la-Grand“ и „Olympique Thonon-Chablais“ със „Football Croix-de-Savoie 74“. Само за три сезона печели аматьорската Лига де Франс през 2008 г., Национален шампионат през 2010 г., и най-накрая Лига 2 през 2011 година. Първоначално клубът играе домакинските си срещи на „Stade Joseph-Moynat“ с капацитет от 2700 седящи места, но стадионът не покрива изискванията на Френската Футболна Федерация и поради тази причина от 2012 г. временно приема домакинствата си на Парк де спортс в съседния град Анси. Ръководството на клуба предвижда изграждането на ново съоръжение или обновяване на стария си стадион. Преди да се премести в сегашното си съоръжение, Евиан заявява като резервен вариант Стад дьо Жонев в близката Женева. Собственик на клуба е международният производител на хранителни стоки Данон Груп.
През лятото на 2009 г. президентът на Данон Франк Рибо става почетен президент на клуба и отново променя името на отбора на Футболен Клуб Евиан Тонон Гаяр.

## Успехи
Лига 2
- Шампион (1): 2010 – 11

## Известни бивши футболисти
- Седрик Камбон
- Ромен Амалфитано
- Сидни Гову
- Кристиан Поулсен